# Les Combattants du petit bonheur
Les Combattants du petit bonheur est un roman d'Alphonse Boudard publié en 1977 aux Éditions de la Table ronde et ayant reçu le prix Renaudot la même année.

## Résumé
Alphonse Boudard raconte sa jeunesse dans le 13e arrondissement de Paris, aux alentours de la place d'Italie, pendant la Seconde Guerre mondiale. Après avoir tenté de quitter Paris à vélo en juin 1940, il doit faire demi-tour au niveau d'Orléans et rejoindre la capitale. L'hiver 1940 est rude : le froid, les privations alimentaires ont raison des plus faibles. Parmi les mauvais garçons qu'il fréquente, certains rejoignent le camp du maréchal Pétain. Les rivalités entre bandes font qu'il s'engage du côté des futurs vainqueurs. Employé dans une imprimerie située à Glacière, il est recruté par un réseau de la résistance et part rejoindre un maquis en Sologne au printemps 1944. Il y découvre une organisation boy-scout inefficace. Après le massacre de la section qu'il devait rejoindre, il décide de rentrer à Paris. Il participe alors à la libération de Paris en étant présent près de la place Saint-Michel.

## Analyse
Ce livre se distingue par un style populaire, utilisant beaucoup d'argot, et par le souci de faire un récit sans emphase de la vie dans le Paris populaire pendant la Seconde Guerre mondiale. Engagé dans le bon camp un peu par hasard, Boudard retrace l'itinéraire d'un gamin plus préoccupé par le « cul des filles » que par l'occupant et toujours méfiant vis-à-vis des partis de quel que bord qu'ils prétendent être.
De plus, dans ce roman, l'auteur évoque des faits réels auxquels il a été mêlé de près, comme l'escarmouche qui a coûté la vie au gardien de la paix Joseph Lahuec.
Dans Le Monde, Jacqueline Piatier salue la lucidité avec laquelle Boudard se départit de l'écriture de l'Histoire par les vainqueurs.

## Éditions
- Éditions de la Table ronde, 1977,  (ISBN 2235002838).
- Folio, éditions Gallimard 1979,  (ISBN 2070370771).
- Le Livre de Poche, 1990,  (ISBN 2253052183).